# Sông Trầu
Sông Trầu là một xã cũ thuộc huyện Trảng Bom, tỉnh Đồng Nai, Việt Nam.

## Địa lý
Xã Sông Trầu nằm ở trung tâm huyện Trảng Bom, có vị trí địa lý:
- Phía đông giáp xã Sông Thao và xã Tây Hòa
- Phía tây giáp xã Bình Minh và huyện Vĩnh Cửu
- Phía nam giáp thị trấn Trảng Bom và xã Đồi 61
- Phía bắc giáp xã Cây Gáo và huyện Vĩnh Cửu.

Xã có diện tích 42,76 km², dân số năm 1999 là 11.353 người, mật độ dân số đạt 266 người/km².

## Lịch sử
Dưới thời nhà Nguyễn, đất Sông Trầu ngày nay thuộc xã Đông Thành, tổng Phước Thành, huyện Phước Bình, tỉnh Biên Hòa.
Đến thời Pháp thuộc, vùng đất này sáp nhập vào xã Bình Trước, tổng Phước Vĩnh Thượng, quận Châu Thành.
Năm 1957, chính quyền Việt Nam Cộng hòa thành lập xã Trảng Bom thuộc tổng Phước Vĩnh Thượng, quận Châu Thành.
Năm 1963, quận Châu Thành đổi tên thành quận Đức Tu, xã Trảng Bom thuộc quận Đức Tu.
Năm 1976, xã Trảng Bom chia thành 2 xã Trảng Bom 1 và Trảng Bom 2 thuộc huyện Thống Nhất, tỉnh Đồng Nai.
Năm 1994, xã Trảng Bom 1 chia thành 2 đơn vị hành chính là thị trấn Trảng Bom (thị trấn huyện lỵ huyện Thống Nhất khi đó) và xã Sông Trầu.
Năm 2003, huyện Thống Nhất chia thành hai huyện Trảng Bom và Thống Nhất, xã Sông Trầu thuộc huyện Trảng Bom.
Ngày 27 tháng 5 năm 2019, Bộ Xây dựng ban hành Quyết định số 447/QĐ-BXD công nhận thị trấn Trảng Bom mở rộng (gồm thị trấn Trảng Bom và một phần các xã: Đồi 61, Sông Trầu, Quảng Tiến) là đô thị loại IV.

## Hành chính
Xã Sông Trầu được chia thành 8 ấp: 1, 2, 3, 4, 5, 6, 7, 8.